# Плусквамперфекат
Плусквамперфекат (од лат.  — „више од прошлог”) или давно прошло време је прошло време које постоји у већини индоевропских језика. Користи се да опише догађај који се десио пре неке друге прошле радње, или догађај чија последица у садашњости више не важи.
Пример: „Гости су били дошли.”. Употребом давног прошлог времена се назначава да гости више нису ту. Упоредити с примером „Гости су дошли.”, где се употребом перфекта назначава да последица радње из прошлости (доласка гостију) још увек важи, односно да су гости још увек ту. Други пример je „Био сам изгубио кључ.”, где се употребом давног прошлог времена наговештава да је кључ био изгубљен, али да је у међувремену пронађен.

## Давно прошло време у српском језику
Постоје два начина грађења овог времена у српском језику.
1. Од облика перфекта помоћног глагола бити и радног глаголског придева.
| Лице | Једнина         | Множина           |
| ---- | --------------- | ----------------- |
| 1.   | сам био даровао | смо били даровали |
| 2.   | си био даровао  | сте били даровали |
| 3.   | је био даровао  | су били даровали  |

2. (ређе) Од облика имперфекта помоћног глагола бити и радног глаголског придева.
| Лице | Једнина               | Множина                  |
| ---- | --------------------- | ------------------------ |
| 1.   | бејах / бех даровао   | бејасмо / бесмо даровали |
| 2.   | бејаше / беше даровао | бејасте / бесте даровали |
| 3.   | бејаше / беше даровао | бејаху / беху даровали   |

## Разлике између облика
У наречјима где се користе оба облика давног прошлог времена (рецимо Јужна Србија, Јужна Црна Гора), постоји мања разлика у њиховом значењу. Првим обликом (с помоћним глаголом у перфекту) означава се недоживљеност, док се другим обликом (с имперфектом помоћнога глагола) обележава доживљеност.
Тако би човек из Врања реченицом „Драгиша беше изгубио кључ.” саговорнику назначио да је био у друштву с Драгишом када је овај приметио да му кључа нема. Док би реченицом „Драгиша је био изгубио кључ.” саговорнику назначио да то није лично доживео него да је сазнао од некога, па би од саговорника могао очекивати питање „А ко ти то рече?”.
Још један пример:
„Када јуче свратих до Блажа, гости им већ бјеху стигли.”, пошто је присуство гостију доживљено говорником, користи се облик с помоћним глаголом у имперфекту.
„Блажо ми рече да су гости већ били стигли када је синоћ дошао дома.”, пошто је присуство гостију недоживљено, користи се облик с помоћним глаголом у перфекту.
У обе претходне реченице се давно прошло време користи да означи радњу која се десила пре друге радње у прошлости, односно стање које је важило у време друге радње.